# Eksplozija avtocisterne v Freetownu
5. novembra je v Freetownu v Sierri Leone avtocisterna, napolnjena z gorivom, trčila z drugim tovornjakom. Sledila je eksplozija, v kateri je bilo ubitih najmanj 144 ljudi in poškodovanih vsaj sto.

## Ozadje
Freetown je pristanišče in glavno mesto Sierre Leone. V njem živi okrog 1,2 milijona prebivalcev. V njegovi preteklosti ga je prizadelo več katastrof. V marcu je v enemu izmed slumov izbruhnil požar, pri tem je bilo poškodovanih 80 ljudi, 5000 ljudi je izgubilo domove. Leta 2017 so po dolgotrajnem deževju zemeljski plazovi ubili več kot 1000 ljudi.

## Dogodki
Trčenje in kasnejša eksplozija se je zgodila 5. novembra okrog 22. ure (GMT) v predmestju Wellington v križišču pred trgovino Choithram. Ob trku je pričelo iztekati gorivo iz poškodovane cisterne, zato so po trditvah župana Yvonna Aki Sawyerrja na Facebooku ljudje hiteli na kraj, da bi si ga natočili. To so počeli tudi taksisti na motorjih, ki so se množično zgrnili v okolico in povzročili prometne zastoje. Veliko žrtev eksplozije je kasneje zgorelo v svojih vozilih.
Po poročilih so v eksploziji, ki se je zgodila, ko se je gorivo vnelo, zgorele bližnje trgovine in avtobus, poln ljudi. Posnetki lokalnih medijev s kraja nesreče so prikazovali zoglenela trupla.
V eksploziji je potrjeno umrlo vsaj 99 ljudi, vsaj 100 jih je bilo še poškodovanih. Število smrtnih žrtev je do 11. novembra naraslo na 131 ljudi, 13. novembra je smrtni davek znašal 144 oseb.

## Posledice
Mohamed Lamrane Bah, direktor nacionalne agencije za krizno upravljanje (NMDA) je podal izjavo, da so bili poškodovani prepeljani v bolnišnice ter trupla preminulih zbrana. Povedal je tudi, da je intervencija na kraju končana, več ljudi pa v kritičnem stanju. Po izjavi zaposlenega na kritičnem oddelku bolnišnice Connaught okrog 30 poškodovanih ne bo preživelo. Predsednik Julius Maada Bio je izrazil sožalje in obljubil pomoč svojcem žrtev. Podpredsednik Mohamed Juldeh Jalloh je obiskal dve bolnišnici. Obljubil je tudi ustanovite komiteja, ki bo preiskal vzroke nesreče in poskrbel, da do takih nesreč v prihodnosti ne bo več prišlo.
Dogodek je bil opisan kot »prvi svoje vrste« v Freetownu, vendar je v podsaharski Afriki precej pogost predvsem v revnejših delih naselij, kjer je izlito gorivo obravnavano kot neizkoriščeno, saj si ga revnejši ne morejo priskrbeti.